# Скаришоара (Валча)
Скаришоара (рум. Scărișoara) насеље је у Румунији у округу Валча у општини Михаешти. Oпштина се налази на надморској висини од 263 m.

## Становништво
Према подацима из 2002. године у насељу је живело 425 становника, од којих су сви румунске националности.